# Bảo tàng Vũ khí Ba Lan ở Kołobrzeg
Bảo tàng Vũ khí Ba Lan ở Kołobrzeg (tiếng Ba Lan: Muzeum Oręża Polskiego w Kołobrzegu) là một bảo tàng nằm trong Cung điện Braunschweig, tọa lạc tại số 13 Phố Armii Krajowej, Kołobrzeg, Ba Lan.
Đặc điểm chính của nó là tập hợp quân đội liên quan đến quân đội Ba Lan từ đầu thời Trung cổ cho đến nay. Ngoài bộ sưu tập quân sự, bảo tàng còn có một bộ phận tập trung vào lịch sử của thành phố Kołobrzeg.

## Lịch sử
Bảo tàng Vũ khí Ba Lan ở Kołobrzeg được thành lập vào năm 1963. Ngoài trụ sở chính là Cung điện Braunschweig, các bộ sưu tập của Bảo tàng còn được trưng bày trong một quần thể các tòa nhà ở số 5 Phố E. Gierczak.

## Triển lãm quân sự
Bộ sưu tập quân sự của Bảo tàng Vũ khí Ba Lan ở Kołobrzeg được đặt trong các cơ sở tại Phố Gierczak, bao gồm: các thùng súng thần công được sử dụng vào thế kỷ 18, các bộ sưu tập vũ khí vào thời Trung cổ, có vật triển lãm liên quan đến chiến đấu trên biển vào thế kỷ 17 (mỏ neo, la bàn, vũ khí có nguồn gốc từ Ba Lan, Tây Âu, Thụy Điển và phương Đông), các di tích từ các cuộc nổi dậy ở Ba Lan vào cuối thế kỷ 18 và đầu thế kỷ 19.
Bảo tàng cũng bao gồm vũ khí, trang bị, và quân phục của binh lính Ba Lan trong Chiến tranh thế giới thứ nhất và Chiến tranh thế giới thứ hai. Ô tô, máy bay, pháo được trưng bày trong hội trường công nghệ quân sự và triển lãm ngoài trời.